# 가브리엘레 미니
가브리엘레 미니(Gabriele Minì, 2005년 3월 20일 ~)는 프레마 레이싱과 함께 2025년 FIA 포뮬러 2 챔피언십에 출전할 예정인 이탈리아의 레이싱 드라이버이다. 그는 2020년 이탈리아 F4 챔피언이며, 2022년 포뮬러 유럽 지역 챔피언십과 2024년 FIA 포뮬러 3 챔피언십에서 준우승을 차지했다.
미니는 알핀 아카데미의 회원이다.

## 개인 생활
미니는 2005년 3월 20일 이탈리아 시칠리아의 팔레르모 근처 작은 도시에서 태어났다. 그의 아버지는 그를 1인승 부문으로 끌어올린 기계공이다.
미니는 루빅스 큐브를 빠르게 푸는 능력으로도 유명하며, 보통 20초 이내에 해결한다.

## 경력

### 카트 레이싱
미니는 2012년에 카트 경력을 시작했다. 그의 첫 카트 타이틀은 2017년 이탈리아 챔피언십 60 미니 클래스에서 12세의 나이로 획득했다. 다음 해, 미니는 주로 국제 대회에 출전하여 WSK 슈퍼 마스터 시리즈에서 챔피언이 되었고, 당시 메르세데스 아카데미 드라이버였던 폴 아론을 제치고 CIK-FIA 카트링 월드 챔피언십에서 준우승을 차지했다. 이러한 성과에 따라 미니는 니콜라스 토트의 올 로드 매니지먼트 스킴과 계약을 맺었다. 2019년은 미니의 카트링 마지막 해로, 그는 WSK 챔피언스 컵과 FIA 카트링 유럽 챔피언십에서 각각 2위를 차지했으며, 그의 업적으로 FIA 카트링 올해의 신인상을 수상했다.

### 하위 포뮬러

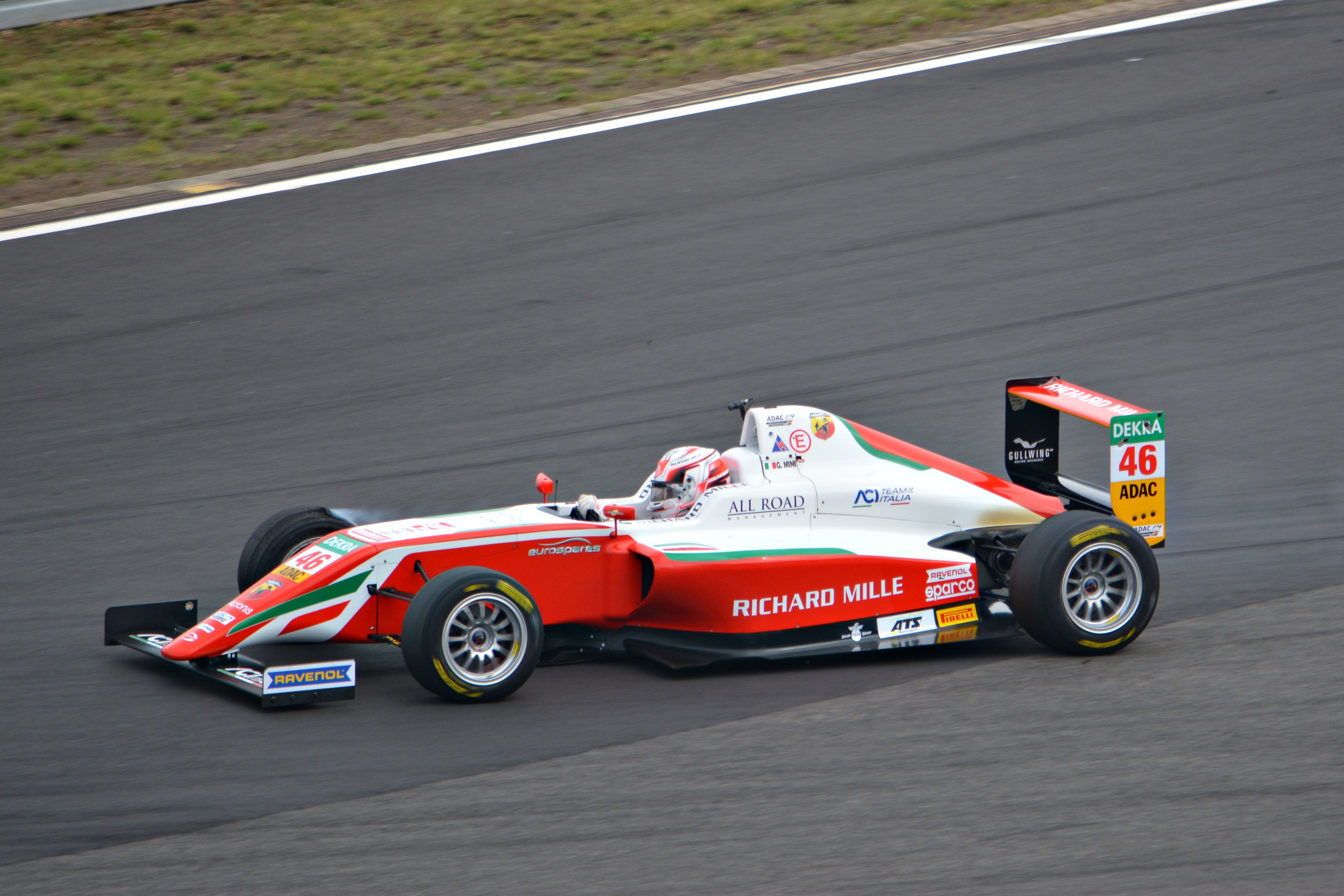
2020 ADAC 포뮬러 4 챔피언십 레이싱에 출전하는 미니

2020년 1월 말, 이탈리아 선수가 이탈리아 F4 챔피언십에서 자동차 경주 데뷔를 하고 프레마 파워팀을 위한 ADAC F4 챔피언십에서 세바스티안 몬토야, 가브리에우 보르툴레투, FDA 회원 디노 베나도비치와 함께 두 라운드에 출전할 것이라는 발표가 있었다. 미니는 미사노에서 열린 첫 라운드에서 세 개의 폴 포지션을 모두 득점하며 시즌을 힘차게 시작했다. 그는 첫 번째 이몰라 라운드에서 포디움을 차지하지는 않았지만, 각 레이스를 포인트로 마쳤다. 미니는 레드불 링에서 포디움 해트트릭을 기록하며 반등했고, 주말의 세 번째 레이스에서도 우승했다. 다음 라운드인 무겔로에서는 더블 포디움이 이어졌고, 마지막 레이스에서도 승리했다. 그러나 몬자에서는 미니가 첫 번째 레이스에서 불법 패스로 인해 우승을 박탈당하면서 단 한 번의 2위만 차지했다. 두 번째 이몰라 라운드에서는 또 다른 우승을 포함한 트리플 포디움이 가장 가까운 라이벌 프란체스코 피지와 승점 차이를 벌리며 2위를 차지한 미니가 시리즈 챔피언에 오를 수 있었다. 그는 발레룽가 피날레에서 폴 포지션과 포디움으로 시즌을 마무리했다. 캠페인 기간 동안 미니는 4승 9패, 12점, 284점을 기록하며 지금까지 최연소 이탈리아 F4 챔피언이 되었다.
미니는 또한 ADAC F4 챔피언십에서 두 라운드에 출전하여 뉘르부르크링에서 폴 포지션으로 첫 번째 레이스에서 우승했다. 이후 다섯 번의 레이스에서 3위를 더 차지한 후, 미니는 순위에서 10위를 차지하게 된다.

### 포뮬러 리저널

#### 2021

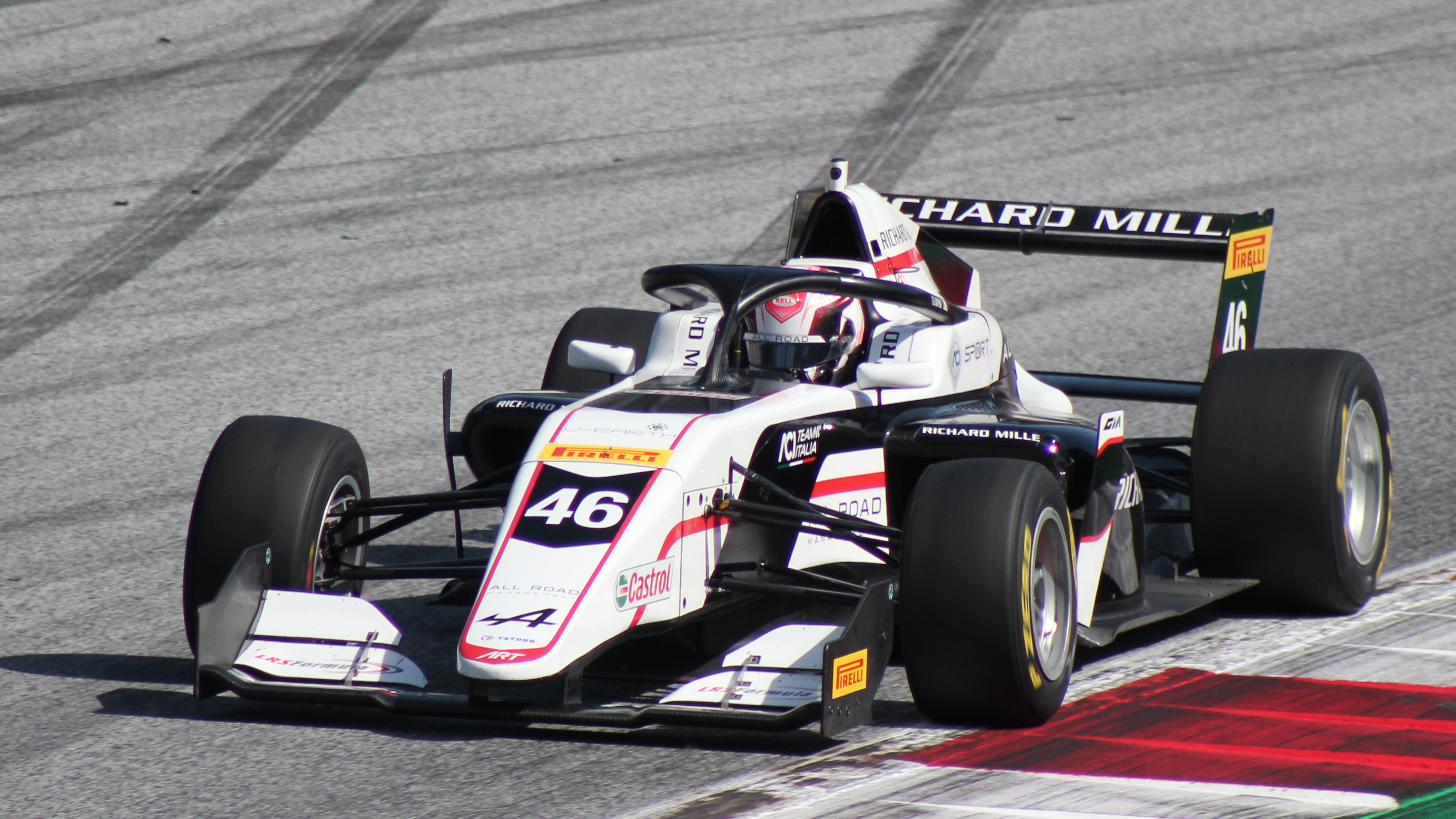
레드불 링에서 열린 2021 포뮬러 리저널 유럽 선수권 대회에 출전하는 미니

2020년 12월, 미니는 F4 타이틀 라이벌인 프란체스코 피지, 그레고아르 소시와 함께 포뮬러 리저널 유럽 챔피언십 ART 그랑프리 포스트시즌 루키 테스트에 참가했다. 해당 레벨의 차를 타본 경험이 없는 미니는 이날 두 번째로 빠른 랩타임을 완주했다. 그 달 말 두 번째 테스트를 마친 후, 프랑스 대표팀은 미니가 2021 시즌에 그들과 함께 경주할 것임을 확인했다. 그는 시즌을 1라운드 2차 레이스에서 첫 번째 포인트를 기록하며 시작했으며, 6위로 가장 높은 순위의 루키라는 영예를 안았다. 바르셀로나에서 열린 두 번째 주말에는 첫 번째 레이스에서 이 부문 첫 포디움에 올랐고, 두 번째 레이스에서는 더 많은 포인트를 획득했다. 모나코에서 10위를 두 번 차지한 후, 미니는 폴 리카드에서 열린 첫 번째 레이스에서 포디움에 복귀했다. 미니는 잔드보르트에서 시즌 최고의 주말을 보냈으며, 2위와 3위를 차지했으며, 동시에 최고의 루키이기도 했다. 미니는 시즌 후반부에 포디움에 오르지는 않았지만 꾸준히 득점하며 시즌 전체 7위와 2위를 기록했다.

#### 2022
프리시즌에서 미니는 포뮬러 아시아 지역 챔피언십에 참가하기 위해 하이테크 그랑프리에 합류했다. 첫 번째 라운드에서 미니는 첫 번째 레이스에서 포디움을 차지하며 강세를 보였지만 첫 번째 폴을 차지하고 세 번째 레이스에서 시리즈 우승을 차지하기 전까지는 그렇지 않았다. 두바이에서 열린 혼합 2라운드에서는 레이스 3에서 4위를 차지하는 데 그쳤다. 처음에는 첫 두 라운드만 예정되어 있었지만, 미니는 포인트를 획득하며 4라운드에 복귀했다. 그는 야스 마리나에서 또 한 번의 우승과 포디움 피니시로 캠페인을 강력하게 마무리하며 130점으로 4위로 올라섰다.

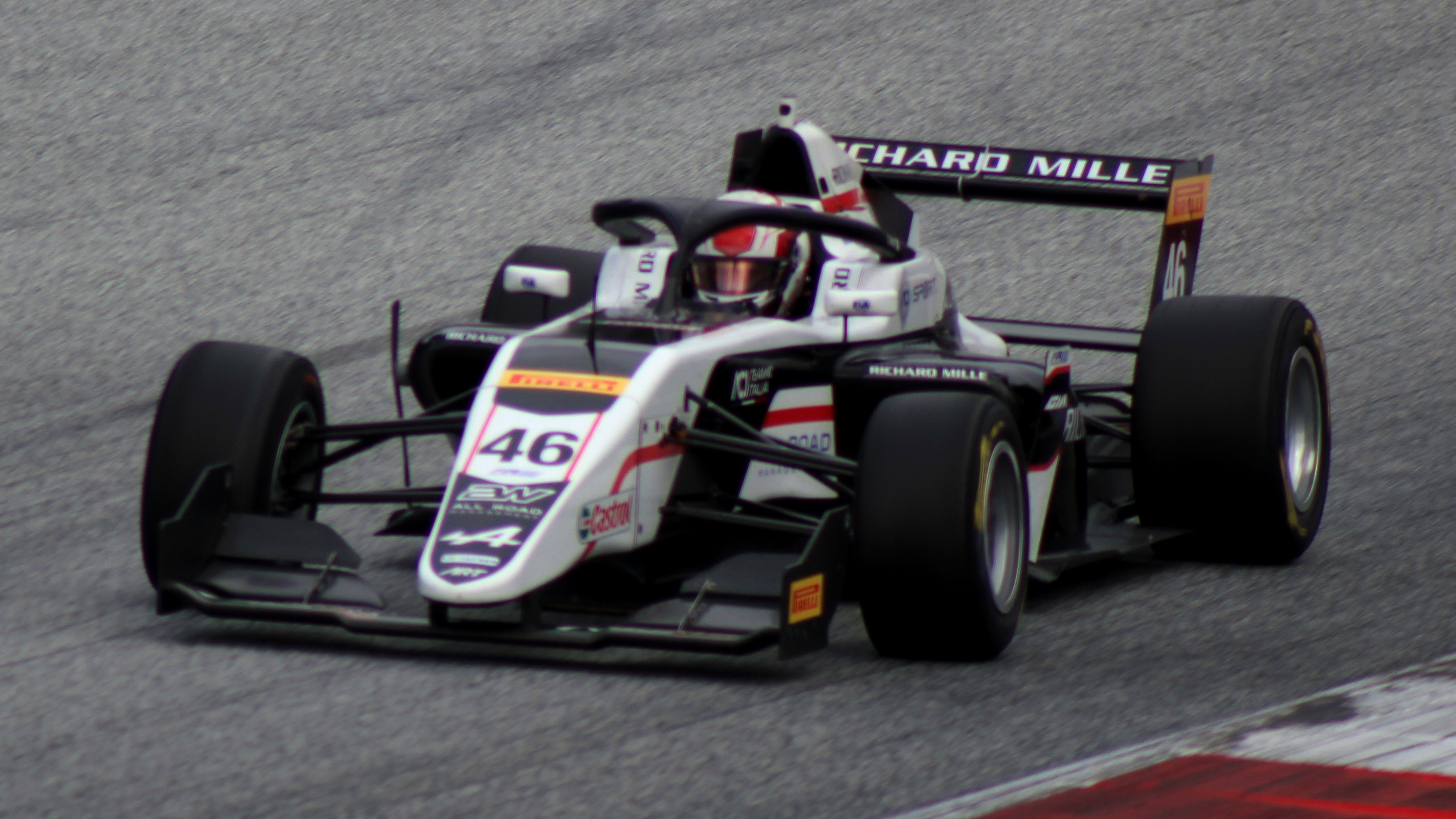
레드불 링에서 열리는 2022 포뮬러 리저널 유럽 선수권 대회에 출전하는 미니

미니는 2022 시즌을 위해 ART 그랑프리에 남아 있었다. 미니는 몬차 개막전에서 3위로 시즌을 시작했고, 이몰라를 위해 강력한 더블 폴을 차지했다. 첫 번째 레이스에서 부정 출발로 인해 첫 번째 우승을 박탈당했지만 다음 날 젖은 경기에서 첫 번째 우승으로 리뎀션을 확보했다. 모나코 로스트럼에 이어, 미니는 르 카스텔레에서 우승을 차지하며 챔피언십 리더 디노 비긴토비치를 제치고 두 번째 우승을 차지했다. 이어서 잔드보르트와 헝가로링에서 4연속 포디움 행진을 이어갔다. 그러나 미니는 첫 번째 스파-프랑코르샹 레이스에서 2위 자격 박탈을 포함한 다음 세 라운드에서 포디움에 불참하게 되었다. 한 해 동안 총 아홉 번의 포디움 완주에도 불구하고 비긴토비치에게 타이틀을 빼앗겼다. 그러나 미니는 무겔로에서 열린 마지막 레이스에서 두 명의 라이벌을 제치고 우승하며 전체 순위에서 2위를 차지했고, 폴 아론보다 한 점 앞서 나갈 수 있었다.

#### 2023
미니는 2023 포뮬러 지역 중동 챔피언십을 위해 개막 두 라운드 동안 하이테크 그랑프리에 합류하여 주요 포뮬러 3 캠페인을 준비했다. 그는 두바이에서 열린 첫 번째 레이스에서 폴 포지션을 차지했으며, 대부분의 레이스에서 선두를 달리고 있었음에도 불구하고 미니는 레이스가 끝났다고 생각하고 한 바퀴 일찍 축하했고, 그 결과 6위로 떨어졌다. 디노 비기노비치와의 공격적인 기동에 대한 추가 시간 페널티로 인해 그는 포인트 밖으로 밀려났다. 그의 캠페인 유일한 포인트는 세 번째 레이스에서 5위를 차지한 가운데 나온 것으로, 그 결과 미니는 순위에서 22위에 머물렀다.

### FIA 포뮬러 3

#### 2023

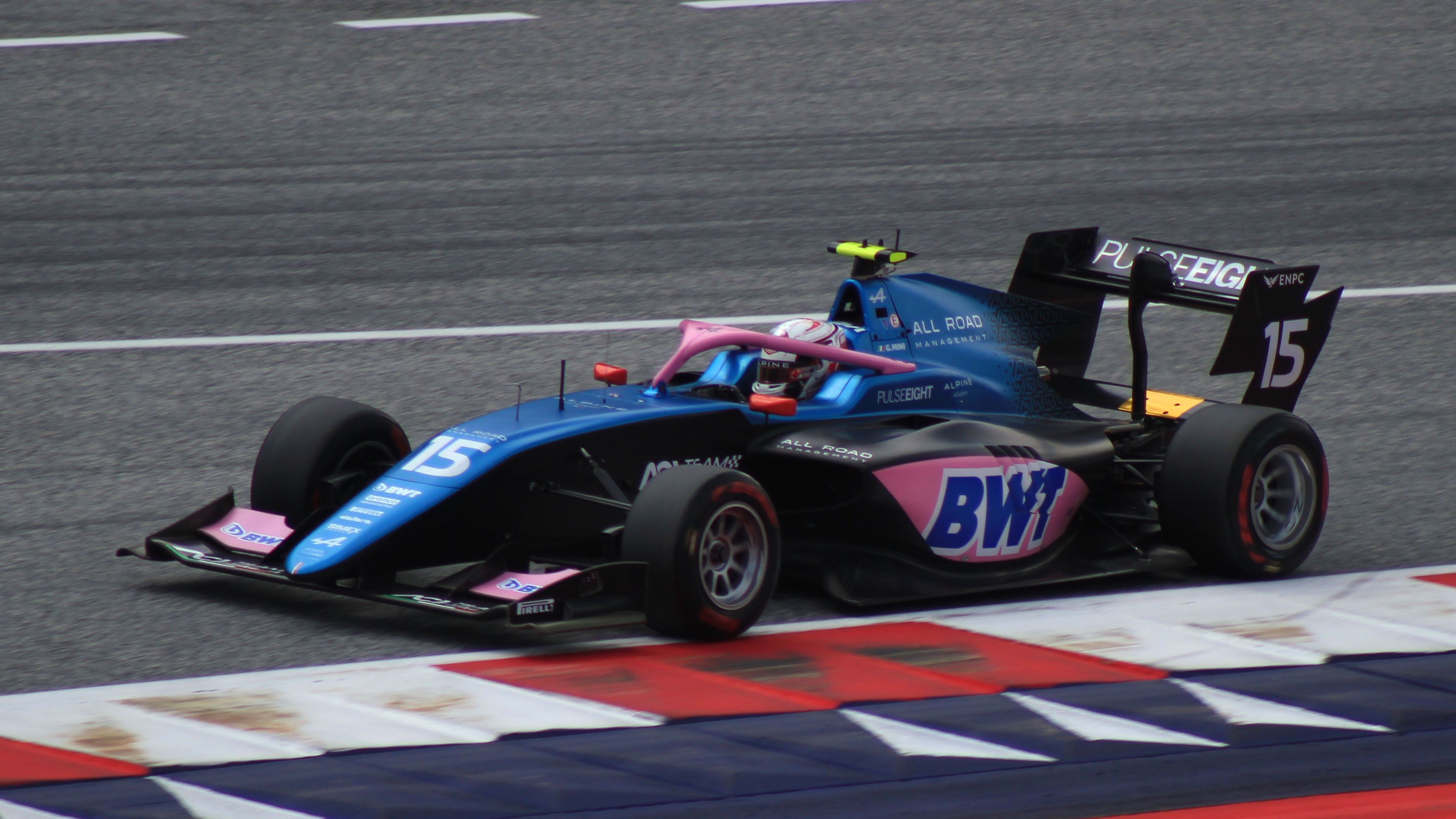
2023 스필버그 포뮬러 3 라운드에서 달라라 F3 2019를 운전하는 미니

2022년 9월, 미니는 헤레즈에서 열린 FIA 포뮬러 3 포스트시즌 테스트에 참가하여 하이테크 그랑프리를 위해 운전하며 첫날 가장 빠른 랩을 기록했다. 미니는 2023년 FIA 포뮬러 3 시즌 동안 루크 브라우닝과 레드불 주니어 세바스티안 몬토야와 함께 팀을 위해 운전하게 되었다. 그는 사키르에서 데뷔할 때 폴 포지션을 차지하며 캠페인을 시작했다. 그러나 피처 레이스에서 출발 그리드 침해로 인해 5초 페널티를 받아 트랙에서 1위를 차지한 결정적인 레이스는 결과지에서 8위에 올랐다. 멜버른에서 3위를 차지한 미니는 스프린트 레이스에서 6계단 상승하여 4위를 차지했다. 비교적 간단한 피처 레이스에서 미니는 마지막 랩에서 레오나르도 포르나롤리를 상대로 3위를 방어하며 첫 포뮬러 3 포디움에 올랐다. 미니는 모나코에서 두 번째 폴 포지션을 차지하며 놀라운 10분의 6 차이로 승리했다. 디노 비기노비치의 오랜 압박에 저항했던 미니는 처녀 FIA F3 우승을 차지하며 인내했다. 바르셀로나에서 무득점 라운드가 이어졌고, 그는 스프린트에서 크리스티안 만셀을 스핀 아웃시켰지만 피처 레이스에서는 페이스가 부족했다. 미니는 11위를 차지하며 젖은 상태의 스필버그  트랙에서의 스프린트 레이스에서 선두 싸움 끝에 2위차지했다. 그러나 일요일 팀 동료 브라우닝과의 접촉으로 인해 오프닝 랩에서 리타이어 하면서 그의 운명은 반전되었다.
미니는 실버스톤에서 5위와 7위로 두 경주에서 모두 포인트를 기록하며 좋은 주말을 보냈다. 헝가리에서 열린 타이어 마모 집중 스프린트 경기에서 미니는 초반에 자신을 추월했던 니키타 베드린을 제치고 스프린트 경주에서 우승했다. 그는 피처 레이스에서 16위로 떨어졌다. 그러나 미니는 예선 3위에도 불구하고 스파에서 득점하지 못했다. 그는 토요일에 페페 마르티와 충돌하여 이탈리아 선수가 5위 그리드 페널티를 받았고, 목격 랩에서 충돌한 후 일요일에 출발하지 못했다. 미니는 몬차 예선에서 탈락하여 26위에서 두 경주를 모두 시작했지만 스프린트 경주 중 회복 운동에 참여하여 6위로 마감했다. 그는 일요일에 두 번의 타임 페널티로 인해 점수를 얻지 못했고, 두 번의 패널티 때문에 19위로 떨어지게 되었다. 미니는 두 번의 폴 포지션, 두 번의 승리, 네 번의 포디움, 92점을 기록하며 순위 7위에 올랐다. 미니는 프레마와 함께 마카오 그랑프리에도 출전했다. 그는 폴 포지션을 0.006초 차이로 놓쳤으며, 그는 "약간 슬펐다"고 말했다. 그는 예선과 메인 레이스에서 모두 3위를 차지할 것이다.

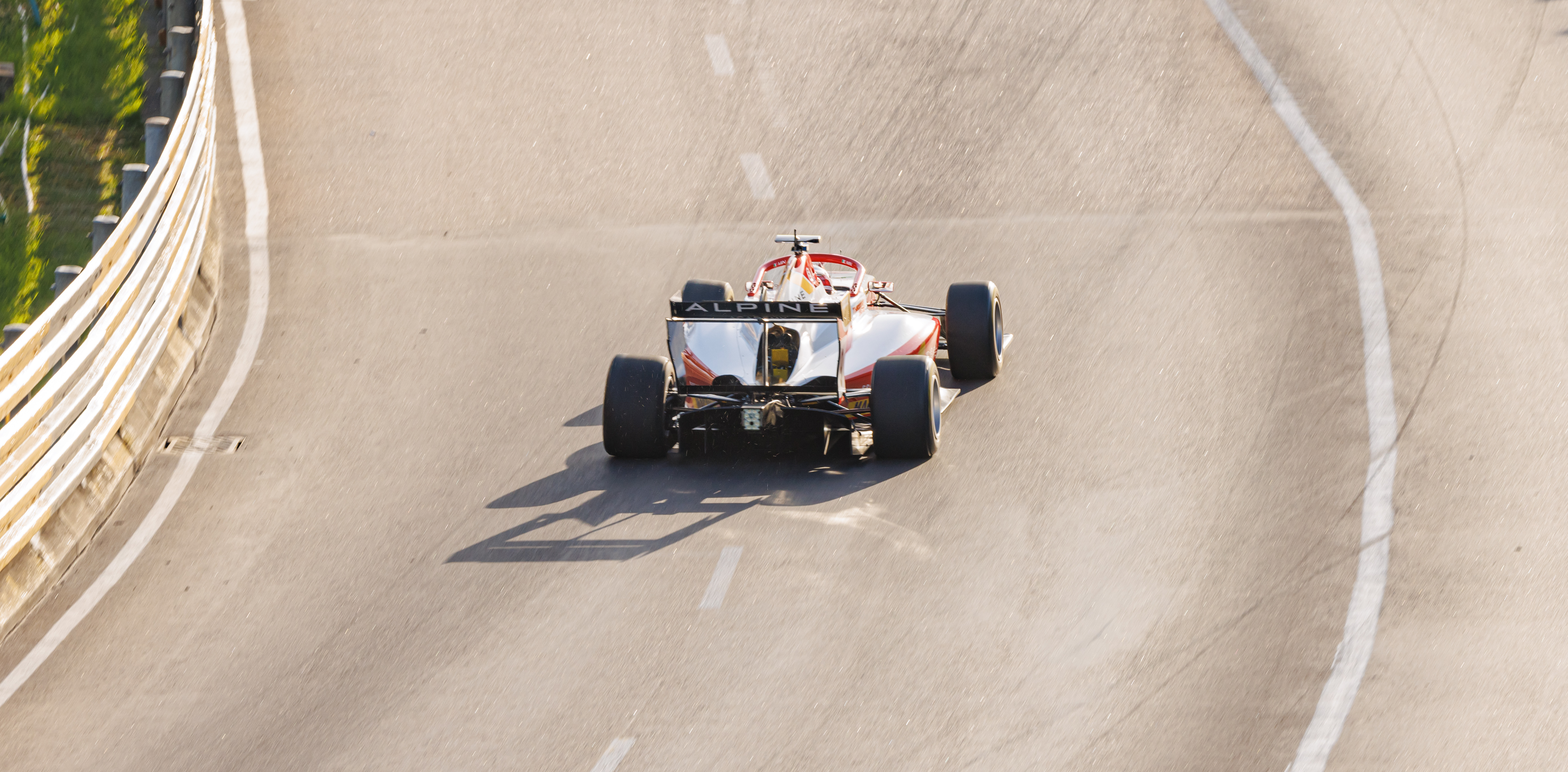
2023 마카오 그랑프리 미니

#### 2024
미니는 2024 시즌을 위해 프레마 레이싱과 재회하여 디노 베단토비치와 아르비드 린드블라드와 파트너가 되었다. 바레인 개막전에서 3위를 차지한 미니는 스프린트에서 포지션을 구성하며 6위를 0.004초 차이로 근소하게 놓쳤다. 느린 피처 레이스 시작으로 인해 미니는 체커드 플래그에서 6위로 떨어졌다. 멜버른에서 다시 3위를 차지하며, 스프린트 레이스에서 6위를 차지한 후, 미니는 호주 피처 레이스에서 3위를 차지하며 올해의 첫 포디움을 차지했다. 루크 브라우닝을 제치고 마지막 랩 패스를 받아 그 자리를 차지했다. 이몰라에서 6위를 차지한 두 팀이 그를 챔피언십 선두로 이끌었다. 모나코에서 미니는 시즌 첫 폴을 차지했다. 그는 크리스티안 만셀을 상대로 계속해서 방어하며 모나코에서 피처 레이스에서 연속 우승을 차지하는 데 기여했고, 이를 통해 챔피언십 선두를 차지했다. 그러나 바르셀로나에서 열린 다음 라운드에서 미니는 세바스티안 몬토야와 접촉한 후 스프린트에서 리타이어 하고 피처 경기 도중 포지션을 잃으면서 무의미해졌다. 오스트리아에서 4위를 차지한 그는 많은 싸움 속에서도 스프린트 레이스에서 다시 6위로 올라섰다. 그는 피처 레이스 포디움을 들고 팀 동료 비단토비치와 함께 2위를 차지했다.
실버스톤에서 14위를 차지한 또 다른 힘든 예선전이 이어졌다. 스프린트 레이스에서 슈퍼 스타트를 끊은 미니는 알핀 후배 니콜라 촐로프와 싸웠지만 아쉽게도 6위에 머물렀다. 혼합된 컨디션으로 맞이한 피처 레이스에서 미니는 순위를 오르내렸지만, 슬릭 타이어의 늦은 드라이 기간으로 인해 순위가 급상승하여 2위로 마감했다. 헝가리에서 열린 다음 라운드는 미니가 13위로 예선을 통과한 후 점수를 얻지 못해 아쉬움을 남겼다. 그는 스파-프랑코르샹 스프린트 레이스에서 비기노비치에 이어 2위를 차지했지만 개막전 랩에서 추월당했다. 불행히도 그는 일요일에도 오프닝 랩에서 첫 코너를 돌면서 다시 한 번 점수를 놓쳤지만 시즌 피날레를 앞두고 챔피언십 선두 레오나르도 포르나롤리에 한 점 차로 다가섰다.
미니는 몬차 피날레에서 3위를 차지했다. 예선 중 불필요하게 느리게 운전한 스프린트 경주에서 그리드 페널티를 받았음에도 불구하고, 스프린트 경주에서 9위를 차지했다. 이는 그가 마지막 피처 경주에서 동료이자 챔피언십 리더인 포르나롤리보다 3점 뒤처졌다는 것을 의미다. 미니는 피처 경주에서 포르나롤리를 제치고 2위를 차지했고, 마지막 랩에서 후자가 4위로 떨어졌지만, 크리스찬 맨셀을 제치고 포르나롤리가 결승 코너에서 추월하면서 미니가 2점 차이로 타이틀을 빼앗을 수 있었다. 설상가상으로, 미니는 타이어 공기압이 최소 한계 이하로 떨어져 경주에서 실격 처리되었다. 그럼에도 불구하고 미니는 시즌 동안 1승 1패, 1폴, 5개의 포디움과 130점을 획득하며 드라이버 순위에서 2위를 차지했다.

### FIA 포뮬러 2

#### 2024
포뮬러 3 시즌 피날레가 끝난 지 2주 후, 미니는 포뮬러 2 포뮬러 원에서 올리버 베어먼 대신 바쿠에서 포뮬러 2 데뷔전을 치렀다. 그는 크리스천 맨셀을 제치고 초반에 레이스의 일부를 이끌었음에도 불구하고 스프린트 레이스에서 3위를 차지했다. 그러나 몇 바퀴를 남기고 포인트에서 달리다가 피처 레이스에서 탈락했다.

#### 2025
미니는 2025년에 포뮬러 2로 완전한 승격을 이루었고, 프레마 레이싱에 남아 전 포뮬러 3 팀 동료인 세바스티안 몬토야와 파트너가 되었다.

### 포뮬러 원
2023년 초, 미니가 알핀 아카데미에 합류한다고 발표 되었다.

### 포뮬러 E
2024년 5월, 미니는 템펠호프 공항 스트리트 서킷에서 열린 신인 테스트에서 닛산 포뮬러 E 팀을 위해 포뮬러 E에 데뷔했다. 그는 2025년 제다 ePrix에서 다시 한 번 신인 프리연습 세션을 위해 닛산으로 돌아왔다.

## 카트 레이싱 기록

### 카트 경력 요약
| Season | Series                                                 | Team                        | Position |
| ------ | ------------------------------------------------------ | --------------------------- | -------- |
| 2013   | Trofeo Nazionale — 60 Baby                             | Minì, Fabrizio              | 2nd      |
| 2013   | Italian Championship— Formula 60                       |                             | 11th     |
| 2013   | Italian Regional Championship Sicilia Region — 60 Baby |                             | 1st      |
| 2013   | World Cup Trophy — 60 Baby                             |                             | 1st      |
| 2013   | Trofeo Leotta — 60 Baby                                |                             | 3rd      |
| 2014   | Trofeo Nazionale — 60 Baby                             | Minì, Fabrizio              | 16th     |
| 2014   | Italian Regional Championship Sicilia Region — 60 Baby |                             | 1st      |
| 2014   | Italian Cup Central Zone — 60 Baby                     |                             | 12th     |
| 2014   | Italian Cup South Zone — 60 Baby                       |                             | 1st      |
| 2014   | Trofeo Leotta — 60 Mini                                |                             | 1st      |
| 2015   | WSK Champions Cup — 60 Mini                            | Lenzokart Srl               | 12th     |
| 2015   | WSK Super Master Series — 60 Mini                      | Lenzokart Srl               | 16th     |
| 2015   | Trofeo Nazionale — 60 Mini                             | Giugliano Kart              | 6th      |
| 2015   | Italian Championship — 60 Mini                         |                             | 6th      |
| 2015   | WSK Final Cup — 60 Mini                                | Giugliano Kart              | 5th      |
| 2016   | Italian Championship — 60 Mini                         |                             | 1st      |
| 2016   | WSK Night Edition — 60 Mini                            |                             | 8th      |
| 2016   | WSK Super Master Series — 60 Mini                      | Minì, Fabrizio              | 3rd      |
| 2016   | ROK Cup Italy Area Nord — Mini ROK                     |                             | 51st     |
| 2016   | ROK Cup International Final — Mini ROK                 |                             | 10th     |
| 2017   | WSK Champions Cup — 60 Mini                            | Parolin Racing Kart         | 2nd      |
| 2017   | Trofeo Andrea Margutti — 60 Mini                       | Parolin Racing Kart         | 4th      |
| 2017   | Italian Championship — 60 Mini                         | Parolin Racing Kart         | 1st      |
| 2017   | Trofeo delle Industrie — OKJ                           | Parolin Racing Kart         | 12th     |
| 2017   | WSK Super Master Series — 60 Mini                      | Parolin Racing Kart         | 1st      |
| 2017   | WSK Final Cup — OKJ                                    | Parolin Racing Kart         | 19th     |
| 2017   | SKUSA SuperNationals — X30 Junior                      | Russell Karting Specialties | 7th      |
| 2018   | WSK Champions Cup — OKJ                                | Parolin Racing Kart         | 6th      |
| 2018   | WSK Super Master Series — OKJ                          | Parolin Racing Kart         | 1st      |
| 2018   | SKUSA SuperNationals — X30 Junior                      | Parolin Racing Kart         | 30th     |
| 2018   | CIK-FIA European Championship — OKJ                    | Parolin Racing Kart         | 2nd      |
| 2018   | CIK-FIA World Championship — OKJ                       | Parolin Racing Kart         | 2nd      |
| 2018   | WSK Final Cup — OKJ                                    | Parolin Racing Kart         | 2nd      |
| 2019   | WSK Champions Cup — OK                                 | Parolin Racing Kart         | 2nd      |
| 2019   | South Garda Winter Cup — OK                            | Parolin Racing Kart         | DNF      |
| 2019   | WSK Euro Series — OK                                   | Parolin Racing Kart         | 4th      |
| 2019   | CIK-FIA European Championship — OK                     | Parolin Racing Kart         | 2nd      |
| 2019   | CIK-FIA World Championship — OK                        | Parolin Racing Kart         | 8th      |
| 2019   | WSK Super Master Series — OK                           | Parolin Racing Kart         | 5th      |

### CIK-FIA 카트 유럽 선수권 대회 전체 결과
(key) (볼록한 레이스는 극 위치를 나타낸다) (이탤릭체로 표시된 레이스는 가장 빠른 랩을 나타낸다)
| Year | Team                    | Class | 1          | 2       | 3         | 4         | 5        | 6          | 7        | 8       | DC  | Points |
| ---- | ----------------------- | ----- | ---------- | ------- | --------- | --------- | -------- | ---------- | -------- | ------- | --- | ------ |
| 2018 | Parolin Racing Kart Srl | OKJ   | SAR QH (9) | SAR R 2 | PFI QH 4  | PFI R 3   | AMP QH 5 | AMP R (14) | AUB QH 5 | AUB R 1 | 2nd | 80     |
| 2019 | Parolin Racing Kart Srl | OK    | ANG QH 3   | ANG R 3 | GEN QH 13 | GEN R (5) | KRI QH 3 | KRI R 2    | LEM QH 4 | LEM R 1 | 2nd | 84     |

## 레이싱 기록

### 레이싱 경력 요약
| Season | Series                                    | Team                      | Races | Wins | Poles | F/Laps | Podiums | Points | Position |
| ------ | ----------------------------------------- | ------------------------- | ----- | ---- | ----- | ------ | ------- | ------ | -------- |
| 2020   | Italian F4 Championship                   | Prema Powerteam           | 20    | 4    | 9     | 2      | 12      | 284    | 1st      |
| 2020   | ADAC Formula 4 Championship               | Prema Powerteam           | 6     | 1    | 2     | 2      | 4       | 82     | 10th     |
| 2021   | Formula Regional European Championship    | ART Grand Prix            | 20    | 0    | 0     | 0      | 4       | 122    | 7th      |
| 2022   | Formula Regional Asian Championship       | Hitech Grand Prix         | 12    | 2    | 1     | 1      | 4       | 130    | 4th      |
| 2022   | Formula Regional European Championship    | ART Grand Prix            | 20    | 3    | 3     | 5      | 9       | 242    | 2nd      |
| 2023   | Formula Regional Middle East Championship | Hitech Grand Prix         | 6     | 0    | 1     | 0      | 0       | 10     | 22nd     |
| 2023   | FIA Formula 3 Championship                | Hitech Pulse-Eight        | 18    | 2    | 2     | 1      | 4       | 92     | 7th      |
| 2023   | Macau Grand Prix                          | SJM Theodore Prema Racing | 1     | 0    | 0     | 0      | 1       | N/A    | 3rd      |
| 2024   | FIA Formula 3 Championship                | Prema Racing              | 20    | 1    | 1     | 1      | 5       | 130    | 2nd      |
| 2024   | FIA Formula 2 Championship                | Prema Racing              | 2     | 0    | 0     | 0      | 1       | 6      | 27th     |
| 2025   | FIA Formula 2 Championship                | Prema Racing              | 0     | 0    | 0     | 0      | 0       | 0      | TBD      |

* 시즌이 아직 진행 중이다.

### 이탈리아 F4 챔피언십 전체 결과
(key) (볼록한 레이스는 극 위치를 나타낸다) (이탤릭체로 표시된 레이스는 가장 빠른 랩을 나타낸다)
| Year | Team            | 1     | 2       | 3       | 4        | 5        | 6        | 7       | 8       | 9       | 10      | 11    | 12      | 13       | 14    | 15        | 16     | 17     | 18       | 19      | 20      | 21    | Pos | Points |
| ---- | --------------- | ----- | ------- | ------- | -------- | -------- | -------- | ------- | ------- | ------- | ------- | ----- | ------- | -------- | ----- | --------- | ------ | ------ | -------- | ------- | ------- | ----- | --- | ------ |
| 2020 | Prema Powerteam | MIS 1 | MIS 2 4 | MIS 3 2 | IMO1 1 7 | IMO1 2 5 | IMO1 3 4 | RBR 1 2 | RBR 2 3 | RBR 3 1 | MUG 1 4 | MUG 2 | MUG 3 1 | MNZ 1 10 | MNZ 2 | MNZ 3 Ret | IMO2 1 | IMO2 2 | IMO2 3 2 | VLL 1 7 | VLL 2 C | VLL 3 | 1st | 284    |

### 완전한 ADAC 포뮬러 4 챔피언십 결과
(key) (볼록한 레이스는 극 위치를 나타낸다) (이탤릭체로 표시된 레이스는 가장 빠른 랩을 나타낸다)
| Year | Team            | 1      | 2      | 3      | 4      | 5        | 6      | 7         | 8       | 9       | 10     | 11     | 12     | 13    | 14    | 15    | 16     | 17     | 18     | 19    | 20    | 21    | Pos  | Points |
| ---- | --------------- | ------ | ------ | ------ | ------ | -------- | ------ | --------- | ------- | ------- | ------ | ------ | ------ | ----- | ----- | ----- | ------ | ------ | ------ | ----- | ----- | ----- | ---- | ------ |
| 2020 | Prema Powerteam | LAU1 1 | LAU1 2 | LAU1 3 | NÜR1 1 | NÜR1 2 3 | NÜR1 3 | HOC 1 Ret | HOC 2 3 | HOC 3 4 | NÜR2 1 | NÜR2 2 | NÜR2 3 | RBR 1 | RBR 2 | RBR 3 | LAU2 1 | LAU2 2 | LAU2 3 | OSC 1 | OSC 2 | OSC 3 | 10th | 82     |

### 완전한 포뮬러 지역 유럽 선수권 대회 결과
(key) (볼록한 레이스는 극 위치를 나타낸다) (이탤릭체로 표시된 레이스는 가장 빠른 랩을 나타낸다)
| Year | Team           | 1        | 2       | 3        | 4       | 5        | 6        | 7       | 8         | 9       | 10      | 11      | 12      | 13        | 14       | 15       | 16       | 17      | 18        | 19        | 20      | DC  | Points |
| ---- | -------------- | -------- | ------- | -------- | ------- | -------- | -------- | ------- | --------- | ------- | ------- | ------- | ------- | --------- | -------- | -------- | -------- | ------- | --------- | --------- | ------- | --- | ------ |
| 2021 | ART Grand Prix | IMO 1 11 | IMO 2 6 | CAT 1 2  | CAT 2 5 | MCO 1 10 | MCO 2 10 | LEC 1 3 | LEC 2 Ret | ZAN 1 2 | ZAN 2 3 | SPA 1 6 | SPA 2 4 | RBR 1 11  | RBR 2 12 | VAL 1 14 | VAL 2 10 | MUG 1 9 | MUG 2 Ret | MNZ 1 Ret | MNZ 2 5 | 7th | 122    |
| 2022 | ART Grand Prix | MNZ 1 15 | MNZ 2 3 | IMO 1 28 | IMO 2 1 | MCO 1 4  | MCO 2 3  | LEC 1 5 | LEC 2 1   | ZAN 1 3 | ZAN 2   | HUN 1 2 | HUN 2   | SPA 1 DSQ | SPA 2 6  | RBR 1 7  | RBR 2 4  | CAT 1 5 | CAT 2 7   | MUG 1 Ret | MUG 2 1 | 2nd | 242    |

### 포뮬러 지역 아시아 선수권 대회 전체 결과
(key) (볼록한 레이스는 극 위치를 나타낸다) (이탤릭체로 표시된 레이스는 상위 10명의 피니셔 중 가장 빠른 랩을 나타낸다)
| Year | Entrant           | 1       | 2         | 3       | 4         | 5        | 6       | 7     | 8     | 9     | 10      | 11      | 12      | 13      | 14      | 15      | DC  | Points |
| ---- | ----------------- | ------- | --------- | ------- | --------- | -------- | ------- | ----- | ----- | ----- | ------- | ------- | ------- | ------- | ------- | ------- | --- | ------ |
| 2022 | Hitech Grand Prix | ABU 1 2 | ABU 2 Ret | ABU 3 1 | DUB 1 Ret | DUB 2 13 | DUB 3 4 | DUB 1 | DUB 2 | DUB 3 | DUB 1 5 | DUB 2 7 | DUB 3 4 | ABU 1 8 | ABU 2 1 | ABU 3 2 | 4th | 130    |

### 완전한 포뮬러 지역 중동 챔피언십 결과
(key) (볼록한 레이스는 극 위치를 나타낸다) (이탤릭체로 표시된 레이스는 가장 빠른 랩을 나타낸다)
| Year | Entrant           | 1         | 2         | 3        | 4          | 5          | 6         | 7      | 8      | 9      | 10     | 11     | 12     | 13    | 14    | 15    | DC   | Points |
| ---- | ----------------- | --------- | --------- | -------- | ---------- | ---------- | --------- | ------ | ------ | ------ | ------ | ------ | ------ | ----- | ----- | ----- | ---- | ------ |
| 2023 | Hitech Grand Prix | DUB1 1 11 | DUB1 2 21 | DUB1 3 5 | KUW1 1 Ret | KUW1 2 Ret | KUW1 3 19 | KUW2 1 | KUW2 2 | KUW2 3 | DUB2 1 | DUB2 2 | DUB2 3 | ABU 1 | ABU 2 | ABU 3 | 22nd | 10     |

### 마카오 그랑프리 전체 결과
| Year | Team                      | Car             | Qualifying | Quali Race | Main race |
| ---- | ------------------------- | --------------- | ---------- | ---------- | --------- |
| 2023 | SJM Theodore Prema Racing | Dallara F3 2019 | 2nd        | 3rd        | 3rd       |

### FIA 포뮬러 3 챔피언십 전체 결과
(key) (볼록한 레이스는 극 위치를 나타낸다) (이탤릭체로 표시된 레이스는 가장 빠른 랩을 나타낸다)
| Year | Entrant            | 1          | 2         | 3         | 4         | 5          | 6         | 7          | 8          | 9           | 10          | 11        | 12        | 13        | 14         | 15          | 16          | 17        | 18         | 19        | 20          | DC  | Points |
| ---- | ------------------ | ---------- | --------- | --------- | --------- | ---------- | --------- | ---------- | ---------- | ----------- | ----------- | --------- | --------- | --------- | ---------- | ----------- | ----------- | --------- | ---------- | --------- | ----------- | --- | ------ |
| 2023 | Hitech Pulse-Eight | BHR SPR 17 | BHR FEA 8 | MEL SPR 4 | MEL FEA 3 | MON SPR 11 | MON FEA 1 | CAT SPR 20 | CAT FEA 14 | RBR SPR 2   | RBR FEA Ret | SIL SPR 5 | SIL FEA 7 | HUN SPR 1 | HUN FEA 16 | SPA SPR Ret | SPA FEA DNS | MNZ SPR 6 | MNZ FEA 19 |           |             | 7th | 92     |
| 2024 | Prema Racing       | BHR SPR 7  | BHR FEA 6 | MEL SPR 6 | MEL FEA 3 | IMO SPR 6  | IMO FEA 6 | MON SPR 11 | MON FEA 1  | CAT SPR Ret | CAT FEA 21  | RBR SPR 6 | RBR FEA 2 | SIL SPR 6 | SIL FEA 2  | HUN SPR 14  | HUN FEA 11  | SPA SPR 2 | SPA FEA 13 | MNZ SPR 9 | MNZ FEA DSQ | 2nd | 130    |

### FIA 포뮬러 2 챔피언십 전체 결과
(key) (볼록한 레이스는 극 위치를 나타낸다) (이탤릭체로 표시된 레이스는 가장 빠른 랩을 나타낸다)
| Year  | Entrant      | 1       | 2       | 3       | 4       | 5       | 6       | 7       | 8       | 9       | 10      | 11      | 12      | 13      | 14      | 15      | 16      | 17      | 18      | 19      | 20      | 21      | 22      | 23        | 24          | 25      | 26      | 27      | 28      | DC   | Points |
| ----- | ------------ | ------- | ------- | ------- | ------- | ------- | ------- | ------- | ------- | ------- | ------- | ------- | ------- | ------- | ------- | ------- | ------- | ------- | ------- | ------- | ------- | ------- | ------- | --------- | ----------- | ------- | ------- | ------- | ------- | ---- | ------ |
| 틀:F2 | Prema Racing | BHR SPR | BHR FEA | JED SPR | JED FEA | MEL SPR | MEL FEA | IMO SPR | IMO FEA | MON SPR | MON FEA | CAT SPR | CAT FEA | RBR SPR | RBR FEA | SIL SPR | SIL FEA | HUN SPR | HUN FEA | SPA SPR | SPA FEA | MNZ SPR | MNZ FEA | BAK SPR 3 | BAK FEA Ret | LSL SPR | LSL FEA | YMC SPR | YMC FEA | 27th | 6      |
| 틀:F2 | Prema Racing | MEL SPR | MEL FEA | BHR SPR | BHR FEA | JED SPR | JED FEA | IMO SPR | IMO FEA | MON SPR | MON FEA | CAT SPR | CAT FEA | RBR SPR | RBR FEA | SIL SPR | SIL FEA | SPA SPR | SPA FEA | HUN SPR | HUN FEA | MNZ SPR | MNZ FEA | BAK SPR   | BAK FEA     | LSL SPR | LSL FEA | YMC SPR | YMC FEA | TBD  | TBD    |

* 시즌이 아직 진행 중이다.